# Línea 33 S (San Juan)
La línea 33 S o 33 por calle Salta es una línea de colectivos urbanos del aglomerado del Gran San Juan en la provincia de San Juan, Argentina, que recorre la zona norte de dicha aglomeración, siendo el departamento Chimbas, comunicándolo con la ciudad de San Juan. 
Sus unidades están administradas actualmente por la empresa privada, Albardón S.R.L. Mientras que hasta el 4 de septiembre de 2004, estuvo administrada por la empresa 20 de junio S.A, que debido al incumplimiento de los plazos establecidos, para la incorporación de nuevas unidades ofertadas, el gobierno provincial le caduco el servicio

## Recorridos
El recorrido se realiza en la gran parte de la zona central del departamento Chimbas, conecatando su ciudad cabecera, Villa Paula Albarracín de Sarmiento, con la ciudad de San Juan
Estación Terminal de Ómnibus - Eestados Unidos - Santa Fe - Avenida Rioja - Avenida Libertador General San Martín - España - Falucho - Las Heras - Sargento Cabral - Salta - Neuquén - Diaz Vélez - Patagonia - Vidal - Nueva Argentina - Diaz - Nueva Argentina - Sargento Cabral - Retiro - Cipolletti - 25 de mayo - Maradona - H.Yrigoyen - Salta - 25 de mayo - Alem - Rodríguez - 9 de julio - Remedios de Escalada - Mendoza - Av.Libertador - Aberastain - Avenida Córdoba - Avenida Rawson - Diagonal Don Bosco - Brasil - Estados Unidos.